# 長瀬ゆずは
長瀬 ゆずは（ながせ ゆずは、8月19日 - ）は日本の女性声優。千葉県出身。血液型はB型。2013年よりフリーとして活動。愛称の「姫」と「ゆずは姫」は自らの発言によりファンが呼び始めた愛称である。

## 経歴
テレビアニメ『ドラえもん』の出演声優が顔出しする番組を見て、キャラクターの声を演じる仕事について初めて知り、声優という職業を目指すようになる。その当時、ゲーム作品『ときめきメモリアル』や『サクラ大戦』に触れ、ゲームの登場人物に声を当てることを夢見ていた。そして、声優養成所に通い始めてしばらくし、事務所への所属が決定する。声優としての初仕事は、番組ナレーションとしてのレギュラー出演であった。その後、最初に所属していた事務所を1度退いたのち、フリーとしての活動を経て別の事務所に所属するも、2013年より再びフリーとして活動を行っている。

## 人物
年上の女性系・人妻系の声を得意とするが、兼ね役で一作品で何役か受け持つことが多く、子供から成人女性はもちろん、女性声優にはめずらしく成人男性から老年男性までを演じる。また、どんなジャンルでもひかないということで自らを「おっさん目線な乙女」と称する。
キャラクターを演じる際、試行錯誤しながら収録に臨んでいるが、考えが過ぎると固定観念にとらわれる傾向があるという。おっぱいが好きで、とりわけ巨乳に魅力を感じている。座右の銘は「適当」。
カニが好物だが、果物類は嫌い。無人島に何か1つ持っていきたいものとして挙げるくらいに、シーチキンが大好物。シーチキンのおにぎりのおかげで、幼少期には嫌いだったマヨネーズを食べられるようになった。
2013年から、ダーツを趣味だと度々言っている。
かつてボイスブログ『すとろべりーどろっぷす。』は、特設サイトにてほぼ毎日更新されていたが、2010年11月以降は不定期の配信となっている。なお、このボイスブログはポッドキャストでも配信されており、そのアートワーク画像を使用したiPhoneケースが株式会社Ciruelaにより発売された。イラストを描いたのは、サモハン・ティーチャー。
また、実業家で格闘家でもある梅木千世との共同企画として、投稿者から寄せられたシナリオを長瀬が無料で朗読するというサービスも行っている。

## 出演作品

### ゲーム
太字は主役・メインキャラクター
- サマー☆きゃんぷ（岡 千里）
- ろーるぷれいんぐがーる!!（ルイ＝シフォン＝アーク）
- シコタマ学園ハレンチ女子寮（金田 光）
- 学園クラブトライアングル〜制服と処女と甘い香り〜（雪村 奈緒子）
- 絶対女子寮域!（役名不明）
- 復讐の連鎖 トリプルパック（白倉 奈々美）
- 夢恋転生（伊万里 綾）
- 姦系図 〜ゆとり君の逆襲〜（豊川 弘美）
- 淫落の鎖 〜チャットレディ姦落〜（白倉 奈々美）
- オヤジの妄想道楽館2号室 淫交家族（役名不明）
- すぃすぃ - sweetheart swimmer -（内木 めだか）
- 創作交流プラットホームレボリューション・エイティーン（役名不明）
- Divus Rabies（水の精霊）
- ボクのママン捜し 〜ママをたずねたら…8人の巨乳妻でした〜（須崎 むつみ）[17]
- マテリアルブレイブ（役名不明）
- グリザイアの迷宮（役名不明）
- 独り占め -ひとりじめ（柊 夕）
- ビジュアルBOOK & CD 雷光の退魔師ナナホ（西下 リタ）
- 新やらせてっ!てぃーちゃー（丸山 早苗）
- お姉×ショタ（野々村 里菜、野々村 可奈）
- サマー☆すいむっ!（天宮 つむぎ）
- 真・秘湯めぐり（柊 夕）
- KISS×800 KISSで学園崩壊?放課後編（天ヶ瀬 時乃）
- やらせてっ!てぃーちゃー学園旅行（岡部 久美子）
- チョコットランド（タカチホ）
- 海空のフラグメンツ（小野 妹子）
- エロ温泉 ～新人女将の間違いだらけのおもてなし～（えり）
- すとれい★すくーる -STRAY SCHOOL-（ユウ）
- 続・悦楽の胤（村沢 伊月）
- 逆レイプ女子寮 ～迫り来る女達に搾り取られ続ける俺の白濁液～（新海 透子）
- 人妻調教監獄学園（有川 芽映）
- ボクらのヒミツ基地大作戦 ～エスケープ ひとなつのおもいで～（堀場 里香）
- 続・奥様はおねえちゃん!?（白石 知美）
- 孕ませ体験学習 ～自然の中で性キョーイク!?～（藤堂 理沙）
- 斥候兵スミカ -ムルドルド侵攻-（スミカ、シュネス、ティリア）
- 催眠エステ☆イキ地獄（茅夏）
- 姦落のアリーナ ～淫欲のデスマッチ～（氷川 瞳）
- 両隣の人妻 ～そうなった理由はアパートの壁が薄かったから～（白井 美々）
- 懺悔島 純潔～処女の血をもって償え!（レイラ）
- 兄嫁母妹（水戸 朱里）
- 姫巫女 異伝青猪隊（西布 しらべ、仙川 つつじ、八王 ねね）
- 上司の妻と部下の妻 ～知らぬは亭主ばかりなり!?（雑賀 ミチル）
- ゆのまち人妻紀行 ～温泉で濡れ濡れです!～（柏 茅夏）
- カイと夢を見ぬ魔女（岩魚 カイ）
- 復讐してやる! ～マーダープリンセス・ナハティガル～（ナハティガル・シャッテン、リーベ）
- 姫巫女 朱月（八海 麻夜）
- 異界病棟 -新人ナース陽香の受難-（長命寺 雨衣）
- ハーレム×楽園 - Harem × Shangri-La -（夜ノ森 月夜）
- 妙子さん。義父に催眠術で寝取られる美人妻(幾之田妙子)

### インターネットラジオ
- こちらメイキュウ探偵局（ティールウナ兼本人役として）
- アンタッチャブルザムライ
- しるえらじお（ - 2013年2月23日、梅木千世とパーソナリティー）
- パンケーキが食べたくなったらペンギン（2013年6月14日 -  2016年6月22日、渡会ななせとのユニット「ピニャコラーダ」ネットラジオ）

### その他
- しるえたん（『しるえらじお』内キャラクター）[18]
- 日特印刷株式会社 (イメージキャラクター広報担当 このみ)[19]

### 雑誌
- 週刊SPA! 2007年7月17日号 特集記事[20]